# 無耳水鼠屬
無耳水鼠屬（学名：Crossomys），哺乳綱、囓齒目、鼠科的一屬，而與無耳水鼠屬（無耳水鼠）同科的動物尚有井鼠屬（井鼠）、巨齒鼠屬（巨齒鼠）、狐尾雲鼠屬（狐尾雲鼠）、盔鼠屬（盔鼠）等之數種哺乳動物。

## 下属物种
本属包括以下物种：
- 無耳水鼠 Crossomys moncktoni Thomas, 1907